# 밀성군 묘역 및 신도비
밀성군 묘역 및 신도비(密成君 墓域 및 神道碑)는 대한민국 경기도 하남시 초이동에 있다. 1993년 9월 23일 하남시의 향토유적 제2호로 지정되었다.

## 개요
밀성군은 조선조 세종의 열두번째 아들로 이름은 침이다